# Demonii din Paasselkä
Demonii din Paasselkä este un fenomen luminos care apare la Lacul Paasselkä, Finlanda, la mlaștină și la zona de pădure, aflate în imediata vecinătate.

## Craterul de impact
Paasselkä este un lac format într-un crater de impact meteoritic. Există o anomalie magnetică în centrul lacului.

## Date generale
Acest fenomen este descris ca o lumină ce are forma unei bile care se mișcă la viteze diferite, sau este complet în repaus, și, uneori, există mai multe sfere. Fenomenul este cunoscut de o lungă perioadă de timp, el a fost consemnat pentru prima dată în scris în secolul al VIII-lea, dar a fost acolo "întotdeauna", și face parte din poveștile populare locale, care i-au dat numele de "demoni". Localnicii au crezut că sferele strălucitoare au fost create de ființe malefice.
Astfel, în zilele noastre luminile sunt ocazional observate, acestea au fost filmate și fotografiate. Acest fenomen a fost făcut celebru de o carte a lui Sulo Strömberg, din 2006, ce conține povești despre acest fenomen.